# Valőr
A valőr színérték, egyes színek finom fény- és árnyékfokozatainak érzékeltetése festményen. 

## A szó eredete
Valőr a latin valorból származó francia valeur szó átvétele. A francia nyelvben a valeur szó az "érték" valamennyi jelentésével rendelkezik, a magyar szóhasználat szűkebb.

## A valőr kialakulása
Úgy érhető el, ha a kromatikus színekhez akromatikust keverünk. A kromatikus színek magukban hordozzák a fény tulajdonságait. Fizikai értelemben minden színnek bizonyos hullámhosszú és frekvenciájú fény felel meg. Ha a fénysugár egy felületre esik, teljesen visszaverődhet, s akkor a felületet fehérnek látjuk. Ha a felület fényt nyel el, akkor feketének látjuk. Ha a felület a fénysugár csak egy részét veri vissza például a vörös színek, akkor a felületet vörösnek látjuk. Egy ilyen kromatikusan megfestett, esetünkben a vörös felület, több vagy kevés fényt kaphat. Ez a világításbeli vagy fényhiánybeli fokozat a valőr.
A fény és árnyék ábrázolásaitól eltérően ahol két érték élesen elkülönül egymástól, a valőr a tárgy, a felület vagy a tér fényértéke, világításbeli fokozata, itt a fény és az árnyék nem játszik szerepet.

## A szín és a valőr

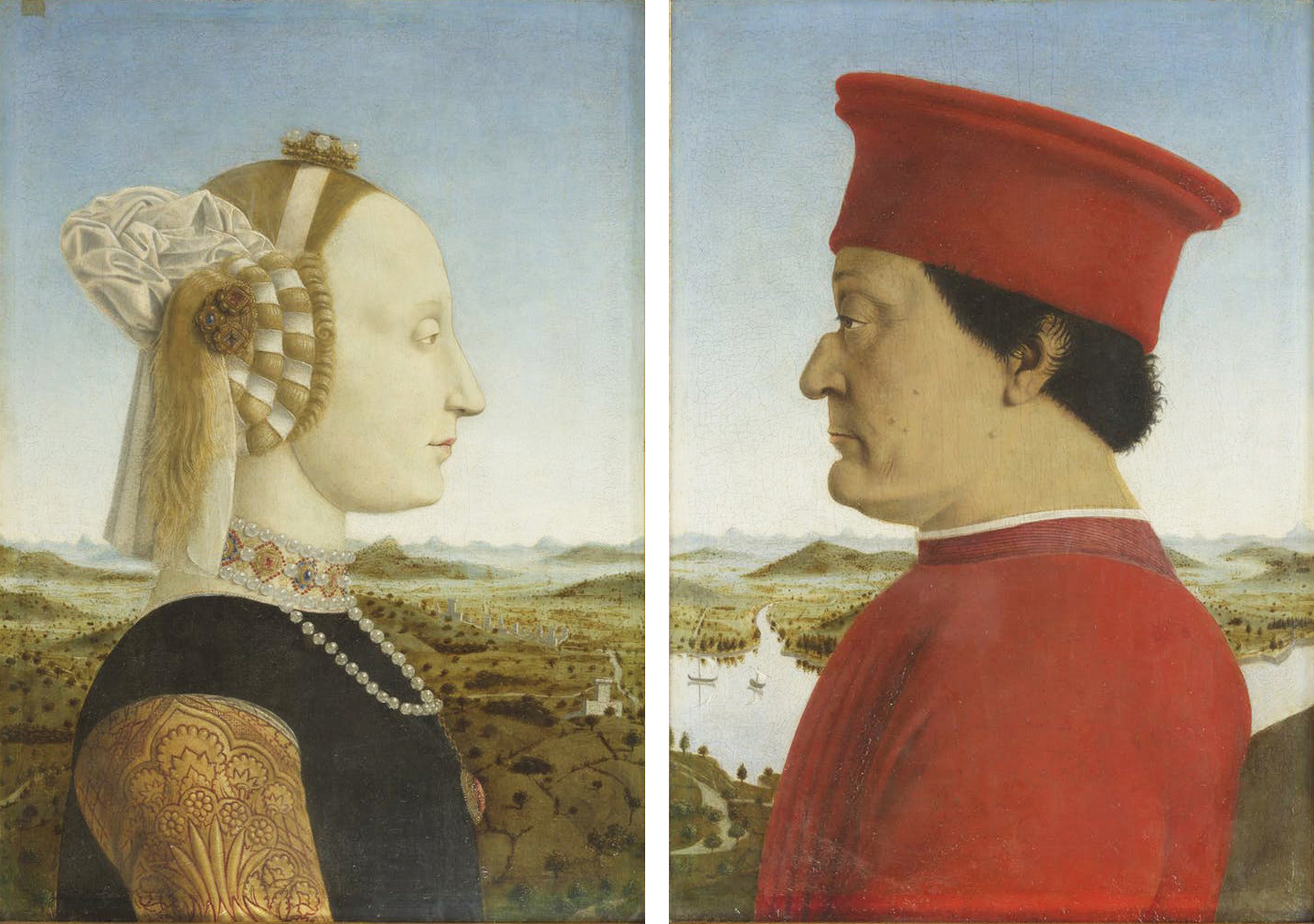
Piero della Francesca: Battista Sforza

Egy világos vagy sötét tárgyon igen széles valőrskála mutatható ki. Egy olyan tárgyra, melyre fény esik, egész sor árnyalat is megfigyelhető, a legvilágosabbak összefolynak a sötétekkel, sokszor nem is vesszük észre az összemosódás határát. Az egyiptomi képeken például világos háttér előtt világos alakokat látunk. Az alakokat gyakran észre sem lehetne venni, ha nem lenne sötét a körvonaluk. 
Egy-egy színnek a valőr is megváltoztathatja a minőségét: a tiszta, intenzív elmosódó, fakó tónust kap. Ezek az elmosódó tónusok sokféle szín hozzáadásával is elérhetők, de a művészek leggyakrabban fehér, fekete vagy szürke színt alkalmaznak. A kevert színek arányától függ az is, hogy világosabb vagy sötétebb valőrt kapnak. Piero della Francesca képén megfigyelhetjük, hogy a művész a valőrökre, s nem a fény és az árnyék játékára alapozta művét. Ha csak a lefestett nő arcát nézzük, láthatjuk, hogy világos, de mégis elválik a háttértől. Szinte lehetetlen, hogyan adható meg a bőr, a haj, az ékszer ennyire halvány valőrökkel.
A színek valőrértéke különösen azoknak a festőknek a művein bír nagy jelentőséggel, akik az atmoszferikus hatásokat ábrázolják, például az impresszionista festmények.